# Свети Ленарт (Церкље на Горењскем)
Свети Ленарт (словен. Sveti Lenart) је насељено место у општини Церкље на Горењскем, Горењска регија, Словенија.

## Историја
До територијалне реорганизације у Словенији био је у саставу старе општине Крањ.

## Становништво
У попису становништва из 2011. године, Свети Ленарт је имао 36 становника.
| Број становника према пописима | Број становника према пописима | Број становника према пописима |
| ------------------------------ | ------------------------------ | ------------------------------ |
| 1991                           | 2002                           | 2011                           |
| 33                             | 28                             | 36                             |

Напомена: Од 1955. до 1994. године исказивано под именом Ленарт на Ребри.